# اس‌ام یوسی-۹۶
اس‌ام یوسی-۹۶ (به انگلیسی: SM UC-96) یک زیردریایی است که طول آن ۱۸۵ فوت ۵ اینچ (۵۶٫۵۲ متر) می‌باشد. این زیردریایی در سال ۱۹۱۸ ساخته شد.